# Leona de Gobedra
La leona de Gobedra es una representación de una leona, de unos 3 metros de largo, tallada en relieve sobre un afloramiento de roca de gran tamaño. Descrita por primera vez por arqueólogos alemanes en 1913, esta talla se encuentra cerca de la ciudad de Aksum, Etiopía.